# TV5 (canal de televisión de Filipinas)
TV5 (también conocida como 5 y anteriormente conocida como ABC) es una red de televisión en abierto de Filipinas con sede en Mandaluyong, con sus estudios alternativos ubicados en Novaliches, Quezon City. Es la propiedad insignia de TV5 Network, Inc. con Cignal TV como su principal proveedor de contenido, ambos propiedad de MediaQuest Holdings, el brazo multimedia de la empresa de telecomunicaciones PLDT con sede en Filipinas. TV5 también se conoce formalmente como "The Kapatid Network", el término filipino para "hermano", que se introdujo en 2010.
El nombre de su estación insignia en Metro Manila, DWET-TV, que se transmite en VHF Channel 5 (transmisión analógica) y UHF Channel 51 (transmisión de prueba digital; este último tiene licencia para la compañía hermana de TV5, Mediascape / Cignal TV), TV5 también es transmitiendo a otras siete estaciones de propiedad y operación y siete estaciones de televisión afiliadas en todo el país. Su programación también está disponible fuera de Filipinas a través de Kapatid Channel y AksyonTV International.

## Programas

### Noticias
- Frontline Pilipinas[1][2]
- Frontline Pilipinas Weekend
- Frontline Tonight
- News5 Alerts

### Programas de entrevistas y variedades
- Eat Bulaga![3]
- Face 2 Face[4][5]
- Gud Morning, Kapatid!

### Asuntos actuales
- Rated Korina

### Telenovelas y series
- Batang Quiapo (ABS-CBN)
- Can't Buy Me Love (ABS-CBN)
- Tierra de reyes (Telemundo)
- Betty en NY (Telemundo)
- María la del barrio (Televisa)
- Marimar (Televisa)
- María Mercedes (Televisa)
- La Reina del Sur (Telemundo)
- Sin vergüenza (Telemundo/RTI)
- Reina de corazones (Telemundo)
- La suerte de Loli (Telemundo)
- Parientes a la fuerza (Telemundo)

### Dramas coreanos
- Reply 1988 (tvN)
- The Beauty Inside (JTBC)
- Welcome to Waikiki (JTBC)
- The Secret Life of My Secretary (SBS)
- True Beauty (tvN)
- Remember: War of the Son (SBS)
- More than Friends (JTBC)
- Revolutionary Love (tvN)
- Diary of a Prosecutor (JTBC)